# 成田市立公津の杜小学校
成田市立公津の杜小学校（なりたしりつ こうづのもりしょうがっこう）は、千葉県成田市公津の杜にある市立小学校。

## 概要
- 成田市の西部、公津の杜地区に位置する。公津の杜地区の急速な宅地化の影響を受け、当地区の学区である平成小学校の狭隘が深刻化し、一時プレハブ仮校舎にて対応していた。平成18年春、公津の杜スポーツ広場（小学校予定地）に平成小学校から分離新設校として開校する。市内において30校目の市立小学校である。

## 沿革
- 2006年（平成18年）4月 - 開校。
- 2006年（平成18年）11月 - 正門付近に火炎瓶が投げつけられ、少年数人が火炎びん等取締法違反で逮捕される。
- 2007年（平成19年）3月 - 校歌、校章制定。

## 校歌
- 作詞 松岡享子
- 作曲 塩崎美幸

## 通学区域
- 飯仲の一部、公津の杜1丁目・2丁目・3丁目・4丁目・5丁目・6丁目、江弁須の一部

## 交通
- 京成電鉄 公津の杜駅下車　徒歩約10分

## その他
- 児童ホームが併設されている。
- (財)広域関東圏産業活力化センター（GIAC）のグリーン電力基金の助成により、グラウンドにハイブリッド発電装置が設置されている。